# Геваро Непомюсено
Геваро Непомюсено (нід. Gevaro Nepomuceno, нар. 10 листопада 1992, Тілбург) — нідерландський футболіст, нападник клубу «Фамалікан».
Виступав, зокрема, за клуби «Фортуна» (Сіттард) та «Петролул», а також національну збірну Кюрасао.

## Клубна кар'єра
Народився 10 листопада 1992 року в місті Тілбург. Вихованець юнацьких команд футбольних клубів НОАД, «Віллем II», «Валвейк» та «Ден Босх».
15 квітня 2011 року дебютував у дорослому футболі в клубі «Ден Босх» в домашньому матчі проти «Ейндховена» (3:1). 13 січня 2012 року зробив свій перший гол в професійному футболі у матчі проти «Вендама» (3:0). 2012 року клуб запропонував йому оплачений контракт, але він відмовився підписати новий контракт.
В кінці липня 2012 року він підписав контракт з іншим клубом другого дивізіону «Фортуна» (Сіттард). 9 листопада 2012 року Непомюсено забив свій перший гол за новий клуб у матчі проти «Вендама»., взявши участь у 15 матчах чемпіонату.
В липні 2014 року разом з одноклубником конголезцем Патріком Н'Кої уклав контракт з румунським клубом «Петролул», у складі якого провів наступні півтора року своєї кар'єри гравця. Граючи у складі «Петролула», також здебільшого виходив на поле в основному складі команди.
У січні 2016 року відправився в Португалію ставши гравцем «Марітіму», але за рік зіграв лише 12 матчів у Прімейрі. Через це на початку 2017 року він був відданий в оренду в клуб другого португальського дивізіону «Фамалікан». Відтоді встиг відіграти за клуб з Віла-Нова-ді-Фамалікан 13 матчів в національному чемпіонаті.

## Виступи за збірну
3 вересня 2014 року дебютував в офіційних матчах у складі національної збірної Кюрасао в зустрічі з Пуетро-Рико (2:2).
Влітку 2017 року у складі збірної став переможцем Карибського кубка, а наступного місяця був учасником розіграшу Золотого кубка КОНКАКАФ 2017 року у США.
Наразі[коли?] провів у формі головної команди країни 30 матчів, забивши 4 голи.

## Титули і досягнення
- Переможець Карибського кубка: 2017